# باندیکوت رافری
باندیکوت رافری (نام علمی: Peroryctes raffrayana) نام یک گونه از سرده باندیکوت پوزه‌بلند گینه نو است.